# The Sugarhill Gang
The Sugarhill Gang é um grupo de hip hop americano, formado em 1979 em Englewood, Nova Jersey. Seu hit "Rapper's Delight", lançado no mesmo ano de sua formação, foi o primeiro single de rap a se tornar um sucesso entre os 40 melhores no Billboard Hot 100; alcançando a posição máxima de número 36 em 12 de janeiro de 1980. Este foi o único sucesso do trio nos Estados Unidos, embora tenham tido mais sucesso na Europa até meados da década de 1980. O trio se reuniu em 1994 e fez uma turnê mundial em 2016.

## Discografia

### Álbuns
- 1980 - Sugarhill Gang
- 1982 - 8th Wonder
- 1984 - Livin' In The Fast Lane

### Singles
- 1979 - Rapper's Delight
- 1980 - Rapper's Reprise (Jam, Jam)
- 1980 - Bad News
- 1980 - 8th Wonder
- 1980 - Hot Hot Summer Day
- 1980 - Here I Am
- 1981 - Showdown (com Grandmaster Flash and the Furious Five)
- 1981 - Apache
- 1982 - The Lover In You
- 1982 - Funk Box
- 1983 - The Word Is Out
- 1983 - Kick It Live From 9 To 5
- 1983 - Be A Winner
- 1984 - Livin' In The Fast Lane
- 1984 - Troy
- 1985 - Work, Work The Body